# Municipio de St. Vincent (Minnesota)
El municipio de St. Vincent (en inglés: St. Vincent Township) es un municipio ubicado en el condado de Kittson en el estado estadounidense de Minnesota. En el año 2010 tenía una población de 58 habitantes y una densidad poblacional de 0,41 personas por km².

## Geografía
El municipio de St. Vincent se encuentra ubicado en las coordenadas 48°56′42″N 97°8′24″O / 48.94500, -97.14000. Según la Oficina del Censo de los Estados Unidos, el municipio tiene una superficie total de 141.14 km², de la cual 140,32 km² corresponden a tierra firme y (0,57 %) 0,81 km² es agua.

## Demografía
Según el censo de 2010, había 58 personas residiendo en el municipio de St. Vincent. La densidad de población era de 0,41 hab./km².